# Noormags
Noor Specialized Magazines (Noormags; persisch نورمگز) ist eine vom Computer Research Center of Islamic Sciences (CRCIS) in Iran gegründete und von Noormags verwaltete Website, die digitalisierte Versionen von Fachzeitschriften für Islamwissenschaften, Sozial- und Geisteswissenschaften anbietet.

## Geschichte
Begleitet von der rasanten Entwicklung der Internet-Netzwerke auf der ganzen Welt trug die Idee, elektronische Zeitschriften zu erstellen, sofort Früchte, so dass laut Statistik im Jahr 1991 110 Titel elektronischer Veröffentlichungen und Newsletter auf 1689 Titel im Jahr 1996 und über 4070 Titel im Jahr 1997 anstiegen, gemäß Association of Research Libraries (ARL). In diesen Zeilen haben Veröffentlichungen und Websites, die Artikel bereitstellen, unterschiedliche Ansätze verfolgt, um ihre Veröffentlichungen im Internet zu präsentieren. Einige Websites versuchten, Verweise auf Artikel anzubieten, einige veröffentlichten digitale Texte von Artikeln, andere boten Bilder aus physischen Kopien von Zeitschriften anstelle von Textdateien und andere, wie die Noor Specialized Magazines Website (Noormags), als erste Website, die mit dieser Methode arbeitete, präsentierte Zeitschriften im Volltext und Vollbild.
Die Website der Noor Specialized Magazines (Noormags) ist eine Website des Computer Research Center of Islamic Sciences (CRCIS). Noormags wurde im September 2005 als größte islamische Datenbank von Fachzeitschriften für Islam-, Sozial- und Geisteswissenschaften im Cyberspace mit dem Ziel gegründet, Forschung und Wissensproduktion zu fördern und zu fördern. Die Grundidee für die Einrichtung der Website entstand aus der erfolgreichen Präsentation religiöser Zeitschriften auf einer Hawza-Website. Die zunehmende Begeisterung der Benutzer und das wachsende Bedürfnis der Experten nach neuen Funktionen veranlassten das CRCIS, Noormags auf den Markt zu bringen, um ihren Bedürfnissen gerecht zu werden.
Seit 2016 unterstützt Noormags offiziell Wikipedia.
Noormags gehört inzwischen zu den wichtigsten Datenbanken für wissenschaftliche Texte in persischer Sprache.